# The Rambler
The Rambler (El divagador) fue una revista literaria creada por Samuel Johnson, que se publicó todos los martes y sábados desde 1750 hasta 1752. Como era usual en este tipo de publicaciones, el tema a tratar dependía sólo de la imaginación del autor (y de la cantidad de ventas); sin embargo, The Rambler solía profundizar en temas como la moral, literatura, política, y religión.
La revista no fue exitosa; Johnson se lamentó de esto en su último ensayo: “Nunca he sido un favorito del público”.  Puede que el fracaso se haya debido, en parte, al drástico cambio de tono con respecto a su predecesora, llamada The Spectator ("El espectador"), que se publicó entre los años 1711 y 1712, a cargo de Joseph Addison y Richard Steele. Esta se había hecho popular debido al enfoque ameno dado a temas importantes, “animando la moral con el ingenio." En comparación, The Rambler tenía una temática más extensa y un tono más grave.  